# Nio EC6
Le Nio EC6 (chinois : 蔚来EC6 ; pinyin : Wèilái EC6) est un SUV compact électrique produit par le constructeur automobile chinois Nio à partir de début 2020. Il est la version SUV coupé de l'EL6.

## Aperçu
L'EC6 est un SUV multisegment 5 portes et 5 places avec la partie arrière du toit en pente. Il est proposé en option avec une batterie de 100 kWh, plus grande que celle actuellement disponible sur le Nio EL6,,,.
Depuis février 2020, le constructeur n'accepte des dépôts pour la voiture qu'en provenance de Chine continentale.

## Caractéristiques
L'EC6 a essentiellement le même groupe motopropulseur à traction intégrale que l'ES6 plus lourd.
Dans la version bas de gamme, il fournit 320 kW (429 ch), se traduisant par un temps de 0 à 100 km/h en 5,6 secondes. Cette version utilise des moteurs à aimants permanents à l'avant et à l'arrière.
Dans la version haut de gamme, il fournit 400 kW (536 ch), se traduisant par un temps de 0 à 100 km/h en 4,7 secondes. Cette version utilise un moteur à aimant permanent à l'avant et un moteur à induction à l'arrière,,,.
Il est disponible avec deux options de batterie au lithium-ion: 70 kWh ou 100 kWh.
Nio affirme que la voiture est livrée avec le plus grand toit ouvrant panoramique "de sa catégorie".